# Liste der Stolpersteine in Berlin-Friedrichshagen
Die Liste der Stolpersteine in Berlin-Friedrichshagen enthält die Stolpersteine im Berliner Ortsteil Friedrichshagen im Bezirk Treptow-Köpenick, die an das Schicksal der Menschen erinnern, die im Nationalsozialismus ermordet, deportiert, vertrieben oder in den Suizid getrieben wurden. Die Spalten der Tabelle sind selbsterklärend. Die Tabelle erfasst insgesamt 22 Stolpersteine und ist teilweise sortierbar; die Grundsortierung erfolgt alphabetisch nach dem Familiennamen.
| Bild                                            | Name                     | Standort                                   | Verlegedatum  | Leben |                     |
| ----------------------------------------------- | ------------------------ | ------------------------------------------ | ------------- | --- | ------------------- |
|                                                 | Richard Aßmann           | Aßmannstraße 46 (Ecke Bölschestraße)       | 2. Dez. 2013  | |                     |
|                                                 | Denny Bernhard           | Peter-Hille-Straße 17                      | 27. Apr. 2012 | | 52.453889 13.621111 |
|                                                 | Marie Aurelie Bernhard   | Peter-Hille-Straße 17                      | 27. Apr. 2012 | |                     |
|                                                 | Martin Bernhard          | Peter-Hille-Straße 17                      | 27. Apr. 2012 | |                     |
|                                                 | Rudolf E. Bertheim       | Scharnweberstraße 105                      | 28. Apr. 2007 | Der Grubendirektor Rudolf Emil Bertheim, geboren am 20. November 1877 in Berlin, war das Kind von Salomon Bertheim (geb. ca. 1823) und Emma Bertheim (geb. Enoch, ca. 1845). Er hatte noch einen Bruder, Fritz Adolf (geb. am 6. Oktober 1876 in Berlin). Er ist am 21. Februar 1901 in die Freimaurerloge Friedrich Ludwig Schröder aufgenommen worden. Am 8. Dezember 1917 hat er in Berlin die evangelisch getaufte Klara Auguste Johanna Drechsler (geb. Grau am 2. Oktober 1879 in Bredow bei Stettin) geheiratet. Nach der Scheidung von seiner nichtjüdischen Ehefrau am 24. April 1941 hatte Bertheim den Schutz durch die Mischehe verloren. Im April 1942 gelang es ihm, sich einer Deportation durch Untertauchen zu entziehen. Ob er dann an die Gestapo verraten wurde, ist nicht aktenkundig. Rudolf E. Bertheim wurde am 17. März 1943 nach Theresienstadt deportiert und ist dort am 26. August 1943 umgekommen. | 52.44922 13.6274    |
|                                                 | Felix Danziger           | Bölschestraße 105 früher Friedrichstraße   | 26. März 2010 | |                     |
|                                                 | Antonie Hartmann         | Bölschestraße 51 früher Friedrichstraße    | 26. März 2010 | |                     |
|                                                 | Irmgard Holzmann         | Bölschestraße 25 früher Friedrichstraße    | 26. März 2010 | |                     |
|                                                 | Wolfgang Holzmann        | Bölschestraße 25 früher Friedrichstraße    | 26. März 2010 | |                     |
|                                                 | Hans Jacobsohn           | Peter-Hille-Straße 79                      | 27. Apr. 2012 | |                     |
| Stolperstein Bölschestr 39 (Frihg) Toni Koebner | Toni Koebner             | Bölschestraße 39 früher Friedrichstraße    | 26. März 2010 | |                     |
|                                                 | Max Kronheim             | Bölschestraße 46 früher Friedrichstraße    | 26. März 2010 | |                     |
|                                                 | Alice Leske              | Bruno-Wille-Straße 108                     | 27. Apr. 2012 | |                     |
|                                                 | Clara Leske              | Bölschestraße 39 früher Friedrichstraße    | 27. Apr. 2012 | |                     |
|                                                 | Bruno Pincus             | Peter-Hille-Straße 17                      | 27. Apr. 2012 | |                     |
|                                                 | Meta Pincus              | Peter-Hille-Straße 17                      | 27. Apr. 2012 | |                     |
|                                                 | Blanka Rosenthal         | Josef-Nawrocki-Straße 12                   | 28. Aug. 2021 | |                     |
|                                                 | Eva Hannelore Rosenthal  | Josef-Nawrocki-Straße 12                   | 28. Aug. 2021 | |                     |
|                                                 | Kurt Rosenthal           | Josef-Nawrocki-Straße 12                   | 28. Aug. 2021 | |                     |
|                                                 | Ursel Marianne Rosenthal | Josef-Nawrocki-Straße 12                   | 28. Aug. 2021 | |                     |
|                                                 | Anni Schlesinger         | Bölschestraße 39 früher Friedrichstraße    | 27. Apr. 2012 | Anni Jenny Schlesinger wurde am 30. November 1901 in Friedrichshagen geboren. Ihr Vater war der Rechtsanwalt und Notar Selmar Schlesinger (geb. am 23. August 1869 in Landeshut; gest. am 10. September 1942 in Friedrichshagen) und ihre Mutter Adele Erna Lewy (geb. am 19. Juni 1878 in Berlin; gest. am 14. April 1931 in Friedrichshagen). Sie hatte noch einen Bruder, Kurt (geb. am 20. April 1906 in Friedrichshagen), dem die Flucht in die USA gelang. Sie wohnte zuletzt in der Bellermannstraße im Berliner Ortsteil Gesundbrunnen bei der Familie Rosen für 40 Reichsmark zur Untermiete. Sie wurde wenige Tage nach der Familie Rosen am 2. März 1943 mit dem 32. Osttransport in das Vernichtungslager Auschwitz deportiert und zu einem unbekannten Zeitpunkt dort ermordet. | 52.45219 13.62506   |
|                                                 | Rebecca Schulz           | Bölschestraße 84/85 früher Friedrichstraße | 8. Okt. 2011  | | 52.45472 13.62496   |